# Mormonia basalis
Mormonia basalis là một loài bướm đêm trong họ Noctuidae.